# NA-2325
La NA-2325 es una carretera que comunica los pueblos de Lizoáin y Redin con la NA-150.

## Recorrido
| Denominación | Kilómetro | Salida              | Carretera           | Dirección           |
| ------------ | --------- | ------------------- | ------------------- | ------------------- |
| NA-2325      | 0         |                     | NA-150              | Pamplona Aoiz       |
| NA-2325      | 1         | Travesía de Lizoáin | Travesía de Lizoáin | Travesía de Lizoáin |
| NA-2325      | 3         | Travesía de Redin   | Travesía de Redin   | Travesía de Redin   |

- Datos: Q12264103